# Frankston North
Frankston North är en del av en befolkad plats i Australien. Den ligger i kommunen Frankston och delstaten Victoria, omkring 38 kilometer sydost om delstatshuvudstaden Melbourne.
Runt Frankston North är det mycket tätbefolkat, med 1 313 invånare per kvadratkilometer.. Närmaste större samhälle är Frankston East, nära Frankston North. 
Genomsnittlig årsnederbörd är 1 251 millimeter. Den regnigaste månaden är maj, med i genomsnitt 154 mm nederbörd, och den torraste är januari, med 51 mm nederbörd.